# Honduranische Davis-Cup-Mannschaft
Die honduranische Davis-Cup-Mannschaft ist die Tennisnationalmannschaft von Honduras.

## Geschichte
1998 nahm Honduras erstmals am Davis Cup teil. Das beste Resultat erreichte die Mannschaft bereits mehrfach mit Platz fünf in der Amerika-Gruppenzone III. Bester Spieler ist Calton Álvarez mit 38 Siegen bei insgesamt 48 Teilnahmen. Er ist damit gleichzeitig Rekordspieler seines Landes.